# Thera sounkeana
Thera sounkeana är en fjärilsart som beskrevs av Matsumura 1927. Thera sounkeana ingår i släktet Thera och familjen mätare. Inga underarter finns listade i Catalogue of Life.